# Paratrixoscelis oedipoides
Paratrixoscelis oedipoides är en tvåvingeart som beskrevs av Soos 1977. Paratrixoscelis oedipoides ingår i släktet Paratrixoscelis och familjen myllflugor. Inga underarter finns listade i Catalogue of Life.